# Comité Nacional de Defensa de la Democracia
El Comité Nacional de Defensa de la Democracia (Conade) es un mecanismo social y político de Bolivia, creado en la década de los 80. Su objetivo es la defensa de la democracia en el país y está compuesto por diferentes instituciones de la sociedad civil.

## Historia
Entre 1978 y 1982, Bolivia vivió un periodo de extrema inestabilidad política, caracterizado por una sucesión de gobiernos militares, una grave crisis económica y una creciente represión contra sectores sociales y políticos. En medio de este contexto, el 17 de julio de 1980, un golpe de Estado liderado por Luis García Meza impidió la asunción del presidente electo Hernán Siles Zuazo e instauró una de las dictaduras más violentas y corruptas de la historia del país.
Frente a esta situación, el Conade fue constituido el 17 de julio de 1980 por iniciativa de la Central Obrera Boliviana (COB), la Asamblea Permanente de Derechos Humanos de Bolivia (APDHB), sindicatos campesinos, partidos políticos y diversas organizaciones. Su propósito fundamental era la defensa del estado de derecho y la coordinación de acciones de resistencia frente al régimen militar encabezado por Luis García Meza. Ese mismo día, las Fuerzas Armadas tomaron el Palacio Presidencial, lo que llevó a la renuncia de la presidenta interina Lidia Gueiler. En el marco de estos acontecimientos, la sede de la COB en El Prado de La Paz, donde se reunía el Conade, fue asaltada por las fuerzas militares, resultando en la detención de varios de sus dirigentes.
En este contexto, el candidato presidencial por el Partido Socialista, Marcelo Quiroga Santa Cruz, y el diputado nacional Juan Carlos Flores Bedregal fueron ametrallados en las gradas del edificio por un grupo de paramilitares del gobierno de facto. También falleció el dirigente minero Gualberto Vega. Además, los medios de comunicación fueron ocupados, saqueados o destruidos, y se estableció un control total sobre ellos. Con la consolidación del golpe de Estado, la organización política del país fue desmantelada, y la Junta Militar asumió las funciones de los poderes ejecutivo, legislativo, judicial y constituyente, consolidando así el control absoluto del país bajo el mando de García Meza.
En enero de 2018, la COB, la APDHB y la Universidad Mayor de San Andrés (UMSA) anunciaron en un acto la reactivación del Conade. Su reactivación tuvo el objetivo de defender los resultados del referéndum constitucional de 2016, así como el pedido de la abrogación del Código Penal, por considerarlo atentatorio contra los derechos constitucionales. En diciembre de ese año, el Conade declaró que la decisión del Tribunal Supremo Electoral de habilitar la candidatura de Evo Morales a la reelección representaba el inicio de una "dictadura abierta" en Bolivia. La organización afirmó que la medida vulneraba la Constitución y el referéndum de 2016, en el cual la población rechazó la reelección indefinida.